# Skistodiaptomus pallidus
Skistodiaptomus pallidus är en kräftdjursart som först beskrevs av Herrick 1879.  Skistodiaptomus pallidus ingår i släktet Skistodiaptomus och familjen Diaptomidae. Inga underarter finns listade i Catalogue of Life.